# Kentrothamnus
Kentrothamnus es un género monotípico de arbustos perteneciente a la familia Rhamnaceae. Su única especie: Kentrothamnus weddellianus (Miers) M.C. Johnst., es originaria de Bolivia.

## Taxonomía
Kentrothamnus weddellianus fue descrito por (Miers) M.C.Johnst. y publicado en Journal of the Arnold Arboretum 54(4): 472, en el año 1973.
Sinonimia
- Colletia foliosa Rusby
- Discaria weddelliana (Miers) Escal.
- Kentrothamnus foliosus (Rusby) Suess. & Overkott
- Kentrothamnus penninervius Suess. & Overkott
- Trevoa weddelliana Miers basónimo[2]